# 業餘色情
業餘色情是指參演的色情演員無任何酬勞的色情作品，有些模特、演員或非專業色情演員在拿不到錢的情況下依然參演色情片。1948年即时成像相机出現後，好色者能立即拍下色情照片，並且不需要找別人沖洗照片，而如果找別人幫忙沖洗色情照片的話可能會因為違反淫穢法而被別人舉報。隨著互联网、影像掃描器、数码相机和照相手機的出現，業餘色情照片變得越來越多。這些技術使人們能夠立即拍下色情照片，然後還能立即分享這些照片。